# Metopina porteri
Metopina porteri är en tvåvingeart som beskrevs av Silva Figueroa 1916. Metopina porteri ingår i släktet Metopina och familjen puckelflugor. Inga underarter finns listade i Catalogue of Life.